# Orquesta Failde
La Orquesta Failde, también conocida como Orquesta Miguel Failde o La Failde es una agrupación musical fundada en Matanzas (Cuba) en 2012 por Ethiel Failde, descendiente de Miguel Failde quien fuera creador del primer danzón Las Alturas de Simpson.

## Biografía
La orquesta realizó su primera presentación oficial el 14 de abril de 2012 en el marco del taller Internacional de Títeres de Matanzas. Está integrada en su inmensa mayoría por egresados de la enseñanza artística y con un promedio etario que no supera los 24 años.
Esta agrupación creada y dirigida por el flautista Ethiel Failde, se propone dar continuidad al legado de Miguel Failde y por ello asume el danzón como base de su repertorio, aunque interpreta un amplio abanico de géneros de la música cubana como el danzonete, mambo, chachachá, bolero, son y timba. Su formato actual responde a la charanga cubana típica del siglo XX aunque presenta una cuerda ampliada de metales.
Además del repertorio de clásicos de la música tradicional cubana, La Failde propone renovaciones en las concepciones musicales y orquestales, fusionando el danzón con la timba y llevando temáticas sociales de actualidad a géneros tradicionales. Ello se puede apreciar en títulos como Danzón Timba, Cubadanzón, su particular versión de Almendra o la musicalización del famoso poema Me desordeno de la también matancera Carilda Oliver Labra. Ese sello sonoro está marcado por los arreglos de Alejandro Falcón, José Antonio González Font, Roldany Hernández y el propio Ethiel Failde.
La orquesta se ha presentado en relevantes escenarios de Cuba como el teatro Karl Marx, la Casa de las Américas o el Palacio de la Revolución, sede del gobierno donde amenizaron en abril de 2016 la cena de estado ofrecida por el presidente Raúl Castro a Barack Obama. Además, su música ha estado presente en más de 20 ciudades de México, Perú, Martinica, Estados Unidos, España, Hungría, Colombia y Canadá, en espacios como el Kennedy Center de Washington (Festival Artes de Cuba, mayo 2018), el Gran Teatro Nacional de Perú, el Salón Los Ángeles de la capital mexicana o el Place des Arts de Montreal, el Auditorio Alfredo Kraus de Gran Canaria, el Palau de la Música Catalana de Barcelona, entre otros.
En sus años de trabajo estos jóvenes músicos han colaborado con artistas de diferentes estéticas y generaciones como Omara Portuondo, Johnny Ventura,  Silvio Rodríguez, Pancho Amat, Beatriz Márquez, Aymée Nuviola, Telmary y agrupaciones como La Orquesta Aragón, el Septeto Santiaguero y Los Muñequitos de Matanzas. También han respaldado musicalmente las puestas en escena de Teatro de Las Estaciones (Cuento de amor en un barrio barroco, 2014) y de la Compañía Lizt Alfonso Dance Cuba (Cuba vibra; Lumiere sur Cuba, 2019). 
Cada año la orquesta es protagonista del Encuentro Internacional Danzonero “Miguel Failde in memoriam” evento consagrado a difundir el danzón y la obra del autor de Las Alturas de Simpson.
En noviembre de 2019 la Orquesta Failde actúa junto al Ballet Lizt Alfonso Dance Cuba para los Reyes de España durante su visita a La Habana. Como reconocimiento al impacto de esa presentación fueron incluidos en el Libro de Honor del Gran Teatro de La Habana.
Comenzando el 2020 reciben en el Teatro Nacional de Cuba el Premio Excelencias del Arte que otorga el Grupo Internacional Excelencias como reconocimiento a la labor de promoción del danzón y la música tradicional cubana y el fomento de los lazos culturales entre Cuba y México.
Durante el período de necesario aislamiento que significó la pandemia de la COVID-19, la Orquesta Failde fue abanderada desde Cuba en generar iniciativas para promover las medidas sanitarias y difundir la música tradicional mediante las redes sociales. Durante esos meses lanzaron temas y videos “hechos en casa”, colaborando con Omara Portuondo,Eugenia León, Guadalupe Pineda, Eva Ayllón y Haydée Milanés, entre otros artistas. Estos esfuerzos fueron significados por publicaciones como Billboard y la prensa nacional.
Entre 2022 y 2023, La Failde sostuvo al aire en el canal Cubavisión de la televisión nacional de Cuba, el programa “Danzoneando TV”  con tres temporadas. El espacio, que tuvo como locación principal el Teatro Sauto de Matanzas, fue una importante vitrina para la promoción del danzón en horario estelar, captando el interés de cubanos de varias generaciones.
Al terminar el período de confinamiento, La Failde retomó sus presentaciones en Cuba y el extranjero visitando ciudades, eventos y escenarios como el Salón Los Ángeles de la Ciudad de México; San Miguel de Allende; Coatzacoalcos; la Muestra Nacional de Danzón de San Luis Potosí; el Colegio San Ildefonso de la Universidad Nacional Autónoma de México; el Mérida Fest; el Encuentro Internacional de Danzón en Bacalar; el Janal Pixan en Playa del Carmen; el Festival Cordillera en Bogotá; el Auditorio Alfredo Kraus en Gran Canaria; el Palau de la Música Catalana en Barcelona  y el László Papp Budapest Sports Arena de Hungría.
La Failde, se ha mantenido siempre cercana al teatro musical y el mundo del cabaré, es por ello que en 2023 estrenan junto a la Compañía Verdarte el espectáculo “Tan musical” con presentaciones en el Teatro Nacional, el Martí y el Sauto, de La Habana y Matanzas.
En paralelo, lanzan nuevas grabaciones: álbumes y sencillos, que amplían sus esfuerzos por el fomento del danzón, al tiempo que estrenan temas y arreglos creados especialmente para la agrupación y que se mueven entre los códigos de la timba y otras sonoridades tropicales, como el merengue y la cumbia. La música popular bailable de ayer y hoy, se ratifica como eje integrador de todo el repertorio de La Failde.
En 2023, con “Danzoneando, en vivo desde Matanzas” , la agrupación obtiene su segunda nominación al Latin Grammy, esta vez por una placa conformada casi en su totalidad por danzones. El álbum se alzó con el Premio Cubadisco 2024 en la categoría tradicional variado. Además, se concretan en este período nuevas colaboraciones en estudio y en escena junto a Omara Portuondo, Silvio Rodríguez, Raphael, Andy Montañez, Pasión Vega y Gaby Moreno. 

## Grabaciones
En 2016 vio la luz bajo el sello discográfico Egrem su ópera prima “Llegó La Failde”, álbum con 12 temas en su mayoría danzones que contó con la producción musical del maestro Joaquín Betancourt. Este fonograma mereció dos nominaciones en Cubadisco 2016 y el diario mexicano La Razón lo ubicó como uno de los 25 mejores álbumes del año.
En 2019 sale a la luz el álbum “Siempre tu voz” un homenaje a Benny Moré en su centenario que la Orquesta Failde comparte con Omara Portuondo, la diva del Buena Vista Social Club. Entre los invitados se encuentran Johnny Ventura, la rapera cubana Telmary y el cantautor William Vivanco. Con nueve versiones de clásicos que el Benny estrenó o popularizó en su momento y un tema concebido especialmente para este material, el álbum mereció el Premio Centenario de Benny Moré en Cubadisco 2019 .
En 2020, un 19 de mayo, se lanza al mercado internacional “Failde con Tumbao” el tercer álbum de la agrupación. Este disco editado por Egrem cuenta con la participación especial de Omara Portuondo (“Me desordeno”), Andy Montañez (“Esas no son cubanas”), Federico Britos (“Concierto en Varsovia”), Julito Padrón (“Havana”) y Alejandro Falcón. El repertorio seleccionado muestra más de un siglo de historia de la música cubana con versiones de clásicos y varios estrenos. Como una verdadera rareza aparece en esta placa la primera grabación de  “Nievecita”, danzón de Miguel Failde creado en 1883.
El 28 de mayo de 2021 ve la luz Joyas Inéditas, una auténtica obra de arqueología musical, un proyecto cultural que honra la memoria de Miguel Failde y pone su obra en este siglo XXI, justo en el centenario de su partida física. Se trata del cuarto álbum de estudio de la agrupación y que Billboard destacó en First Stream Latin como: «Se necesitan agallas para usar la palabra ‘joyas’ en el título de un álbum. Pero las gemas de la Orquesta Failde de Cuba son realmente preciosas». Los danzones que se interpretan en esta grabación, todos de Miguel Failde, conservan la esencia de su partitura original; lo que permite apreciar el proceso de síntesis del género en el período que comprende desde el 1879 en que es creado el primer danzón de este autor, “Las Alturas de Simpson”, hasta el 1910, momento en el cual José Urfé incorpora a su estructura el montuno del Son en “El Bombín de Barreto”. The Washington Post, La Jornada (periódico de México) y Chicago Tribune dijeron de Joyas inéditas: «Un puñado de partituras de aquella época, perdidas en archivos de la ciudad de Matanzas, durmieron olvidadas más de 100 años hasta ser rescatadas ahora. Cuatro de ellas, además, fueron recientemente grabadas por la Orquesta Failde, dando una idea de lo que escuchaban quienes crearon el género musical, que luego se extendió a otros países y se convirtió en el baile nacional de la isla».
En mayo de 2023 sale a la luz Danzoneando, el quinto álbum y el primero grabado en vivo desde el histórico Teatro Sauto, casa mayor de la cultura matancera. Se trata de una especie de antología, 10 tracks, con algunos de los danzones más hermosos creados durante el siglo XX y donde la flauta, cual “prima donna” charanguera, nos lleva de la mano a través de la música. Aparecen aquí, como invitados especiales, dos grandes maestros de este instrumento: José Loyola y Orlando “Maraca” Valle y el afamado. Para aderezar la entrega se incluye un chachachá de Richard Egües, justo en el centenario de este genial creador, “El bodeguero” es interpretado con acierto por el actor Luis Silva, en el personaje de “Pánfilo”, el más popular de los personajes cómicos cubanos en la actualidad.
En mayo de 2025 se estrena “Caminando piango piango”, el más reciente álbum de estudio, que funciona como resumen de los 13 años de recorrido profesional de la agrupación y donde Matanzas y el danzón, son punto de partida. Como parte de ese afán de recuento, vuelven las voces de Yerlanis Junco, Yurisán Hernández y Alisbet “La Santiaguera”, junto a los actuales Rosa Moret y Yusmel Reyes. La crítica especializada ha calificado este disco como un acto de gestión cultural «nostálgico y vanguardista a la vez, invita a bailar, recordar e imaginar. En una época donde la tradición a menudo se ve eclipsada por las modas, La Faílde la reivindica con elegancia, alegría y a su manera».

## Premios y nominaciones
- Dos nominaciones en Cubadisco 2016 por el álbum  “Llegó La Failde”[37] del sello Egrem (Ópera prima/Música Tradicional).
- Premio Lucas 2017 en la categoría Música Tradicional[38] por el videoclip “Almendra”[39] realizado por Joseph Ros.
- Premio del Canal Clave al mejor artista nuevo 2017.
- Premio Lucas 2018 en la categoría Música Tradicional[40] por el videoclip “Sobre mi pecho Matanzas” realizado por Joseph Ros.[41]
- Premio Especial Centenario[42] de Benny Moré por el álbum “Siempre tu voz”  en Cubadisco 2019 junto a Omara Portuondo (EGREM).
- Nominados Premios Lucas 2019 en la categoría Música Tradicional[43] por el videoclip "Bonito y sabroso"[44] realizado por Joseph Ros.
- Nominados Mejor Álbum Tropical Tradicional[45] en Latin Grammys[46] 2020 por "Failde con Tumbao"[47] (EGREM).
- Premio Lucas 2020 en la categoría Música Tradicional[48] por el videoclip “Tumbao” realizado por Alejandro Armada.
- Dos nominaciones en Cubadisco 2022 por el álbum  “Failde con Tumbao” del sello Egrem (Música Tradicional/Notas Musicológicas).
- Nominados a Premio Lucas 2022 en la categoría Música Tradicional por el videoclip “Sigue ese camino” realizado por José Rojas.
- Nominados en Cubadisco 2023 por  “Sigue ese camino” de Pedro Pablo Cruz bajo el sello Egrem (Sencillo)
- Nominados Mejor Álbum Tropical Tradicional en Latin Grammys 2023 Danzoneando (En Vivo Desde Matanzas) (EGREM, Cerrito Records)
- Premio Mejor Álbum Tradicional Variado en Cubadisco 2024 por Danzoneando (En Vivo Desde Matanzas) (Tumbao Productions, EGREM, Cerrito Records)